# Iris japonica
Iris japonica é uma planta do gênero íris (gênero) nativa das florestas e prados úmidos do Japão e em China.

## Sinônimos
A espécie Iris japonica possui 8 sinônimos reconhecidos atualmente.
- Evansia chinensis (Curtis) Salisb.
- Evansia fimbriata (Vent.) Decne.
- Evansia japonica (Thunb.) Klatt
- Iris chinensis Curtis
- Iris fimbriata Vent.
- Iris squalens Thunb.
- Moraea fimbriata (Vent.) Loisel.
- Xiphion fimbriatum (Vent.) Alef.

## Taxonomia
Tem os nomes comuns de "íris franja", 'Putchcock' ou 'Shaga' (no Japão). Iris japonica foi nomeado pela primeira vez por Carl Peter Thunberg mm sua publicação de 1784, 'Flora Japonica'.John Wilkes (1812).

## Distribuição
É nativa de regiões temperadas e tropicais da Ásia. É encontrada na China, nas províncias de Anhui, Fujian, Gansu, Guangdong, Guangxi, Guizhou, Hainan, Hubei, Hunan, Jiangsu, Jiangxi, Qinghai, Shaanxi, Shanxi, Sichuan,Xizang, Yunnan e Zhejiang.
Encontra-se no Japão nas ilhas de Honshu, Shikoku e Kyushu.

## Descrição
É uma planta rizomatosa que normalmente cresce a 10-12 de altura. As folhas são estreitas, semi-brilhantes, em forma de espad, crescem em leque com pontas arqueadas para baixo. À medida que os rizomas se espalham, novos brotos aparecem. AS flores aparecem na primavera de um azul pálido a branco com proeminentes cristas amarelas e bordas serrilhadas.

## Bioquímica
Tetra-hydroxi-6-metoxiisoflavona, também chamada Irilin D (C17H14O7), foi encontrada na Iris japonica, Belamcanda chinensis (Iris domestica) e Iris bungei. A Junipergenina B (Dalospinosina) pode ser encontrada nas folhas de Juniperus macropoda e nas raízes de Iris japonica.

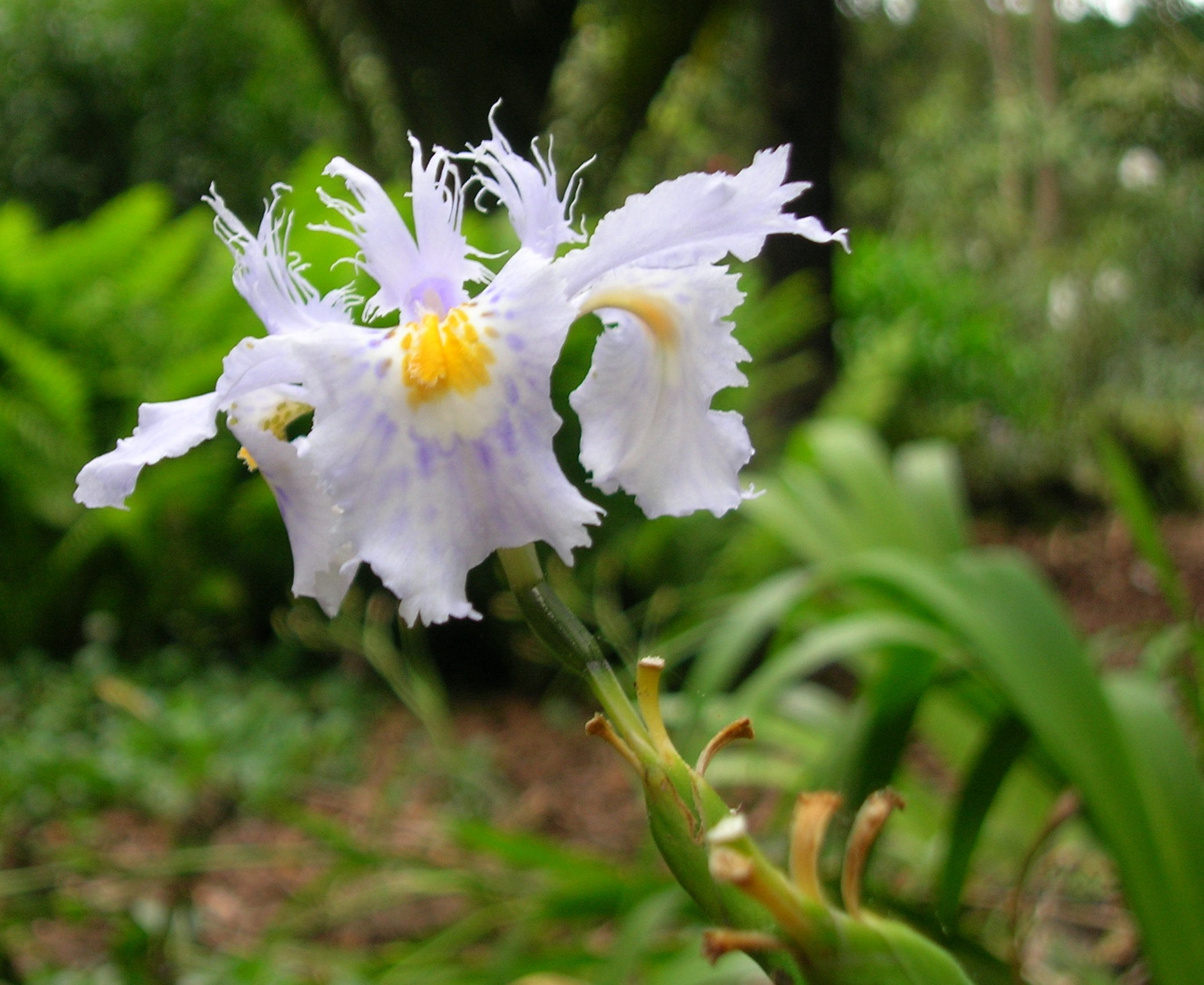
Flor
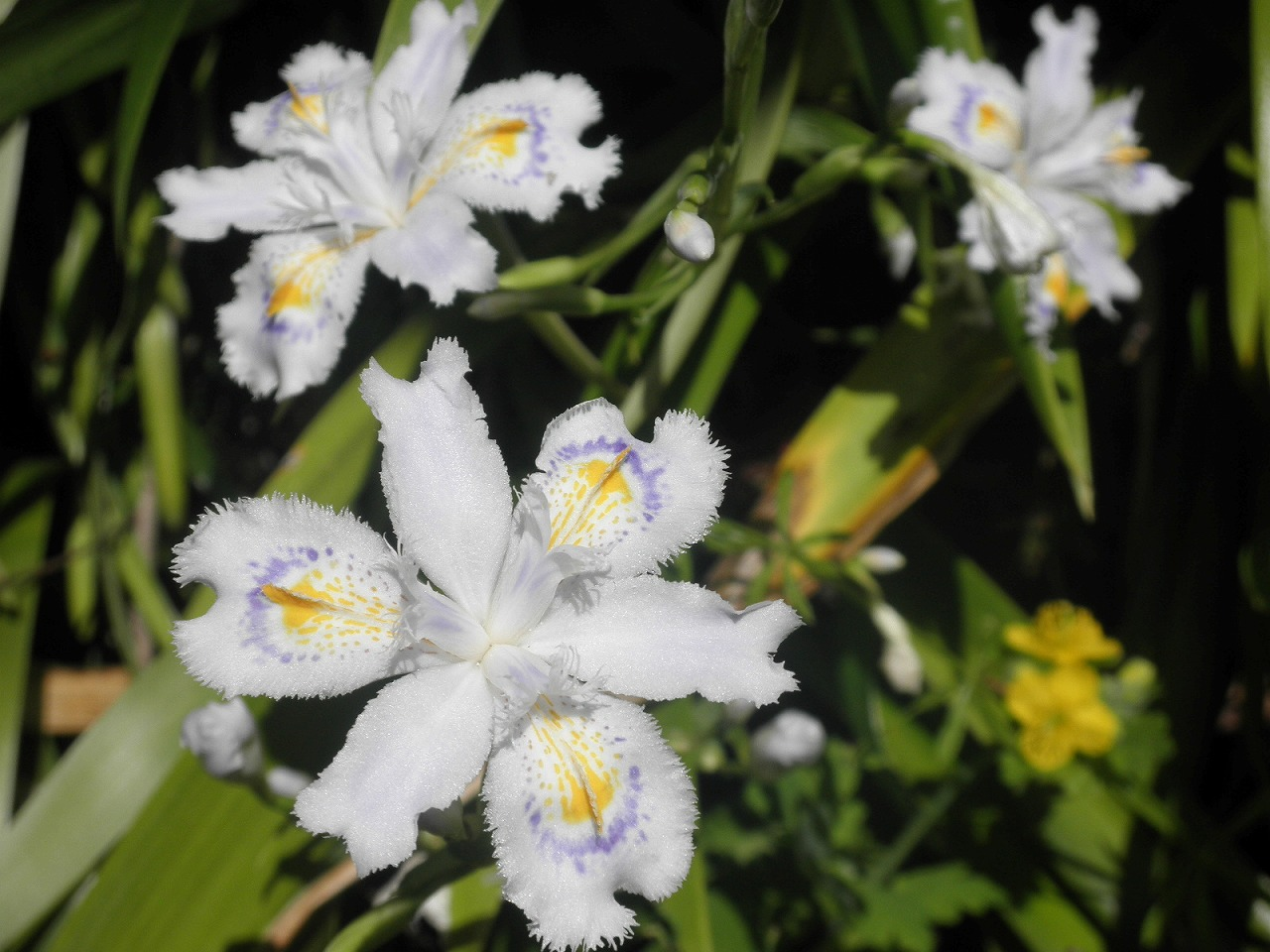
Flores
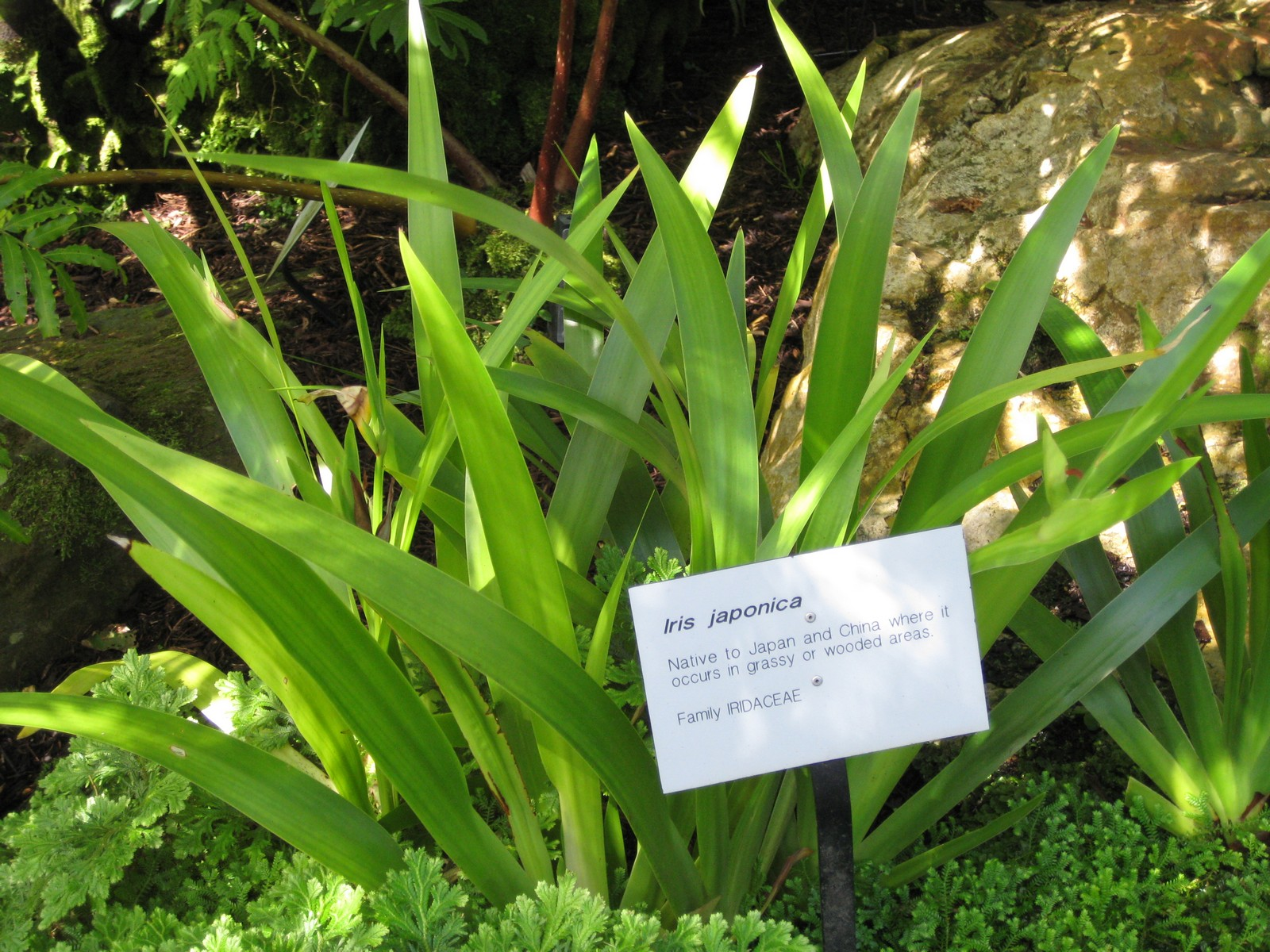
Folhas